# Grande Loge unie d'Angleterre
La Grande Loge unie d'Angleterre (abrégé en GLUA) (en anglais : United Grand Lodge of England, UGLE) est la principale obédience maçonnique d'Angleterre. Sous sa juridiction, on compte aussi des ex-colonies britanniques et quelques pays du Commonwealth. Héritière directe de la « Grande Loge de Londres et de Westminster » de 1717, c'est également la plus grande obédience au monde quant aux effectifs (loges et membres), ce qui lui confère un rôle particulièrement important dans la question de la régularité maçonnique.

## Origines

### La Grande Loge de Londres et de Westminster

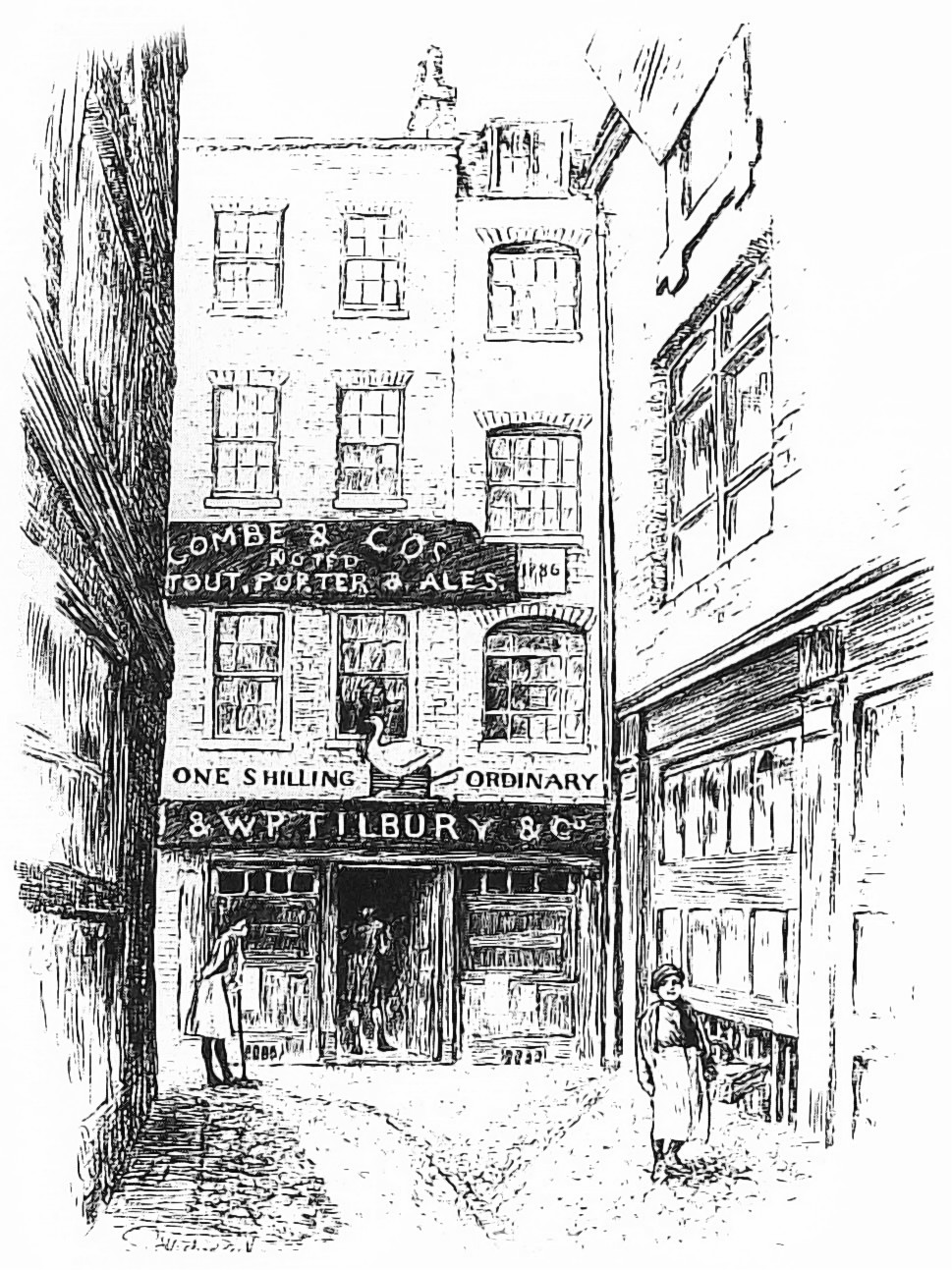
Goose and Gridiron, Lieu ou fut fondée la GLE.

La Grande Loge unie d'Angleterre est parfois désignée comme la « loge mère », en référence à son origine qui remonte au 24 juin 1717, quand les quatre loges de Londres réunies dans la taverne du « Goose and Gridiron » ont fusionné à l'initiative de Jean Théophile Désaguliers, du pasteur anglican James Anderson et d'autres francs-maçons, pour former la première grande loge. Ses quatre loges portaient le nom des tavernes où elles se réunissaient : L'Oie et le Gril, La Couronne, Le Pommier, Le Gobelet et les Raisins. Cette grande loge était un organe supérieur chargé de la régularité des groupes existants et de l'ouverture de nouvelles loges.

### La querelle des Anciens et des Modernes
En 1751, un groupe de francs-maçons formèrent à leur tour une seconde grande loge rivale sous prétexte que la Grande Loge de Londres s'était écartée des anciens devoirs ou landmarks.
Ils se désignèrent eux-mêmes sous le terme d'« anciens » (Antients dans l'orthographe de l'époque), réservant l'appellation alors péjorative de moderns aux membres de la première Grande Loge de Londres. Le nom de cette obédience était « Grande Loge des francs et acceptés maçons selon la vieille institution ». Les rivalités entre les deux grandes loges persistèrent pendant soixante-deux ans, affaiblissant et divisant les francs-maçons anglo-saxons en deux groupes irréductibles.

### L'Act Of Union
Ainsi, pendant la seconde moitié du XVIIIe siècle, la Grande Loge des « modernes » de 1717 n’était pas reconnue par ses deux sœurs d’Écosse et d’Irlande qui lui reprochaient d’avoir modifié les règles traditionnelles, ce qu’elle reconnut le 12 avril 1809 : « les membres de la Grande Loge s'accordent avec la Commission de bienfaisance pour penser qu'il n'est plus nécessaire de maintenir les mesures prises autour de l'année 1739 envers les maçons non réguliers et demandent instamment à toutes les loges de revenir aux anciennes règles » « this Grand Lodge do agree in opinion with the Committee of Charity that it is not necessary any longer to continue those Measures which were resorted to or about the year 1739 respecting Irregular Masons, and do therefore enjoin the several Lodges to revert to the Ancient Land Marks of the Society ».
Elle constitua six mois plus tard une nouvelle loge, The Special Lodge of Promulgation, dont la patente spécifiait le but : en application de la résolution précédente, faire connaître et rendre exécutoires les anciens landmarks auxquels il convenait de revenir : « for the purpose of Promulgating the Ancient Land Marks of the Society and instructing the Craft in all such matters and forms as may be necessary to be known by them in Consequence of and Obedience to the said Resolution and Order » (celle du 12 avril 1809, citée ci-dessus).

### Naissance de la Grande Loge unie d'Angleterre

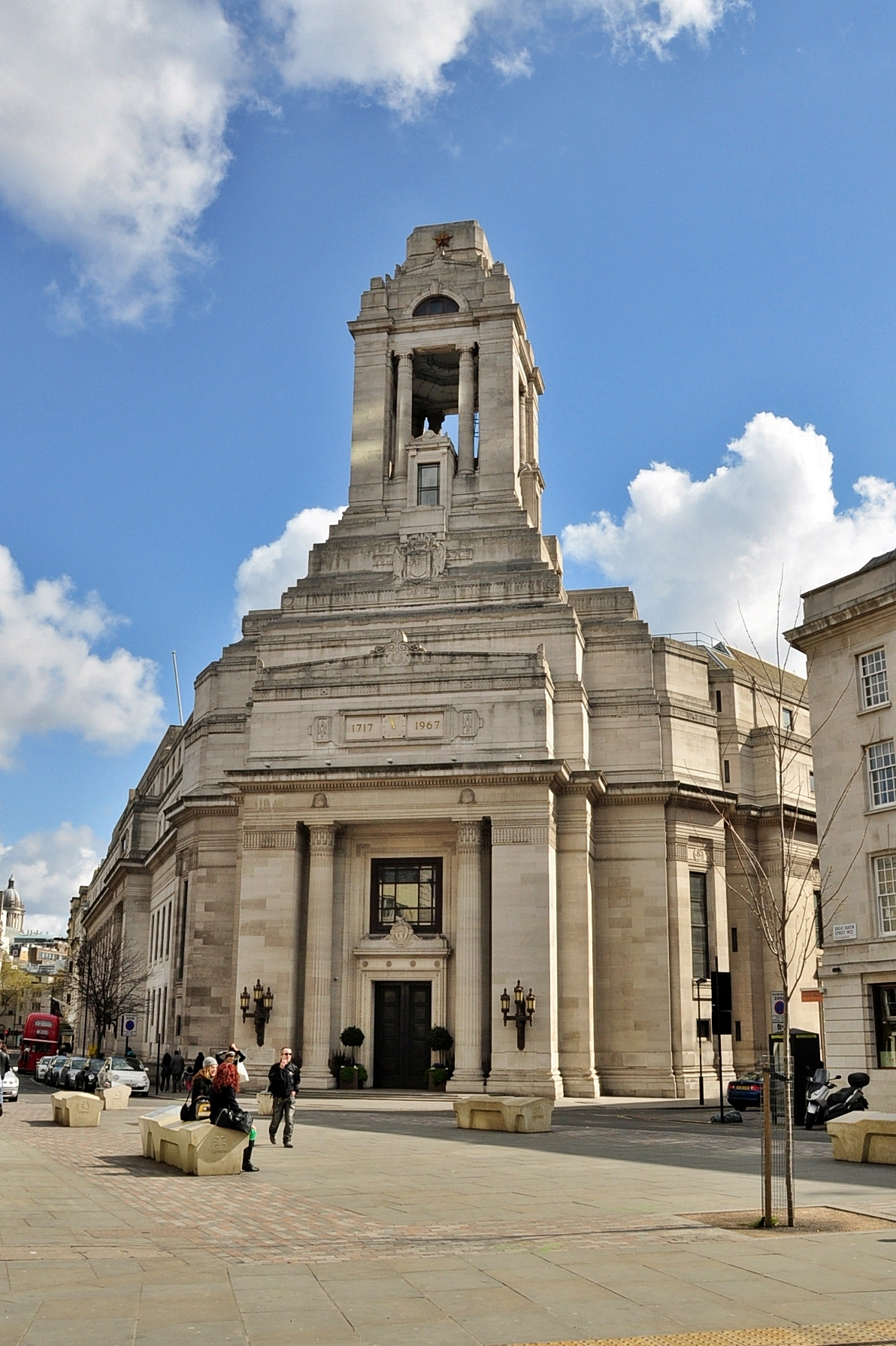
Freemason's Hall siège et temple de la GLUA à Londres.

En 1809, des commissaires furent nommés afin de négocier les modalités qui permirent le 27 décembre 1813 de fusionner les deux obédiences en une Grande Loge unie de l'Angleterre. Aujourd'hui, la Grande Loge unie d'Angleterre est organisée en grandes loges provinciales qui correspondent à peu près aux provinces ou comtés traditionnels de l'Angleterre. Ceux-ci forment l'administration locale de l'organisation. À Londres, la province est connue comme grande loge métropolitaine[réf. nécessaire].

## Influence de la Grande Loge unie d'Angleterre sur la maçonnerie
La Grande Loge unie d'Angleterre, qui est la plus importante avec quelque 600 000 membres dans le monde, est sans autres actions directes sur le plan international que celle d'accorder, refuser ou retirer sa « reconnaissance ». Mais le soin scrupuleux qu'elle met à respecter et à faire respecter les principes qu'elle a été la première à codifier, donne à ses décisions en ce domaine un poids et un prestige particuliers[réf. souhaitée].
En revanche, la Grande Loge d'Angleterre n'entretient pas de rapports avec le Grand Orient de France et le courant adogmatique en général, puisqu'il y a eu une rupture entre les deux organisations à la fin du XIXe siècle dans le cadre de la Querelle du Grand Architecte de l'Univers[réf. souhaitée].

## La Grande Loge unie d'Angleterre et ses « landmarks »
La GLUA n'a jamais établi elle-même de véritable liste de « landmarks », comme le font certaines grandes loges nord-américaines. En revanche, elle a établi en 1929, puis modifié en 1989, une liste de principes que doivent respecter les grandes loges qui demandent sa reconnaissance. Ces deux textes sont d'une telle importance qu'il est probablement nécessaire de les citer in extenso:

### Les principes de base de 1929
Le texte de 1929 est parfois nommé « règle en huit points ». En voici le texte :

« Le T∴ R∴ (Très Respectable) Grand Maître ayant exprimé le désir que le Bureau établisse une déclaration des Principes de Base sur lesquels cette Grande Loge puisse être invitée à reconnaître toute Grande Loge qui demanderait à être reconnue par la Juridiction Anglaise, le Bureau des Propositions Générales a obéi avec joie. Le résultat, comme suit, a été approuvé par le Grand Maître et formera la base d'un questionnaire qui sera retourné à l'avenir à chaque Juridiction qui demandera la reconnaissance Anglaise. Le Bureau souhaite que non seulement ces obédiences, mais plus généralement l'ensemble de tous les Frères de la Juridiction du Grand Maître, soient entièrement informés de ces principes de base de la franc-maçonnerie auxquels la Grande Loge d'Angleterre s'est tenue tout au long de son histoire. »

1. Régularité d'origine ; c’est-à-dire que chaque Grande Loge doit avoir été établie légalement par une Grande Loge dûment reconnue ou par trois loges ou plus régulièrement constituées.
2. Que la croyance en le G∴ A∴ D∴ L'U∴ (Grand Architecte de l'Univers) et en Sa volonté révélée soient une condition essentielle de l'admission des membres.
3. Que tous les initiés assument leurs Obligations sur, ou en pleine vue, du Volume de la Loi Sacrée ouvert, de manière à symboliser la révélation d'en haut qui lie la conscience de l'individu particulier qui est initié.
4. Que les membres de la Grande Loge et des loges individuelles soient exclusivement des hommes, et qu'aucune Grande Loge ne doit avoir quelque relation maçonnique que ce soit avec des loges mixtes ou des obédiences qui acceptent des femmes parmi leurs membres.
5. Que la Grande Loge ait une juridiction souveraine sur les Loges qui sont sous son contrôle ; c’est-à-dire qu'elle soit une organisation responsable, indépendante, et gouvernée par elle-même, disposant de l'autorité unique et indiscutée sur les Degrés du Métier ou Symboliques (Apprenti, Compagnon et Maître) au sein de sa juridiction ; et qu'elle ne dépende ni ne partage en aucune manière son autorité avec un Suprême Conseil ou un autre Pouvoir qui revendiquerait quelque contrôle ou supervision que ce soit sur ces degrés.
6. Que les trois Grandes Lumières de la franc-maçonnerie (à savoir le Volume de la Loi Sacrée, l’Équerre et le Compas) soient toujours exposées quand la Grande Loge ou ses Loges subordonnées sont au travail, la première d'entre elles étant le Volume de la Loi Sacrée.
7. Que la discussion de sujets politiques ou religieux soit strictement interdite au sein de la Loge.
8. Que les principes des Anciens Landmarks, des coutumes et des usages de la Fraternité soient strictement observés.

Si la quatrième règle dispose que la loge est exclusivement masculine, la GLUA publie en 2018, une politique concernant les francs-maçons transgenres, affirmant qu’un homme devenu femme peut rester un franc-maçon, à condition qu’il ait rejoint la franc-maçonnerie en tant qu’homme, ce qui permet à Vivian Beckford d'être vénérable maître de la loge Pipe & Drum Lodge n° 9906 dans le Derbyshire

### Proposition de 1989 pour de nouveaux principes de base
La rédaction de cette proposition de 1989 pour les « principes de base » est un peu différente, elle fut proposée par le « Board of General Purposes » de la Grande Loge unie d'Angleterre. Mais elle n'a pas été confirmée par la Grande Loge elle-même, qui continue à utiliser les critères de 1929. La voici,:

« La Franc-Maçonnerie est pratiquée sous l'autorité de nombreuses Grandes Loges indépendantes dont les principes et les normes sont similaires à ceux établis par la Grande Loge Unie d'Angleterre tout au long de son histoire. »

Normes :
Pour être reconnue par la Grande Loge Unie d'Angleterre, une Grande Loge doit respecter les normes suivantes :
1. Elle doit avoir été légalement constituée par une Grande Loge régulière ou par trois Loges particulières ou plus, si chacune d'entre elles a été légitimée par une Grande Loge régulière.
2. Elle doit être véritablement indépendante et autonome, et avoir une autorité incontestée sur la Franc-Maçonnerie du Métier - ou de base - (c’est-à-dire les degrés symboliques d'Apprenti, de Compagnon et de Maître) au sein de sa juridiction, et ne pas être sous la dépendance, ni partager son pouvoir en aucune manière avec aucun autre organisme Maçonnique.
3. Les francs-maçons placés sous sa juridiction doivent croire en un Être suprême.
4. Tous les francs-maçons placés sous sa juridiction doivent prendre leurs Obligations sur ou en pleine vue du Volume de la Loi Sacrée (qui est la Bible) ou sur le livre qui est considéré comme sacré par l'homme concerné.
5. Les trois Grandes Lumières de la Franc-Maçonnerie (qui sont le Volume de la Loi Sacrée, l’Équerre et le Compas) doivent être exposées quand la Grande Loge ou ses Loges Subordonnées sont ouvertes.
6. Les discussions politiques et religieuses doivent être interdites dans ses Loges.
7. Elle doit adhérer aux principes établis (les « Anciens Landmarks ») et aux coutumes du Métier, et insister pour qu'ils soient observés au sein de ses Loges.
8. Grandes Loges irrégulières ou non reconnues : il existe quelques soi-disant obédiences maçonniques qui ne respectent pas ces normes, par exemple qui n'exigent pas de leurs membres la croyance en un Être Suprême, ou qui encouragent leurs membres à participer en tant que tels aux affaires politiques. Ces obédiences ne sont pas reconnues par la Grande Loge Unie d'Angleterre comme étant maçonniquement régulières, et tout contact maçonnique avec elles est interdit.

## Grands maîtres

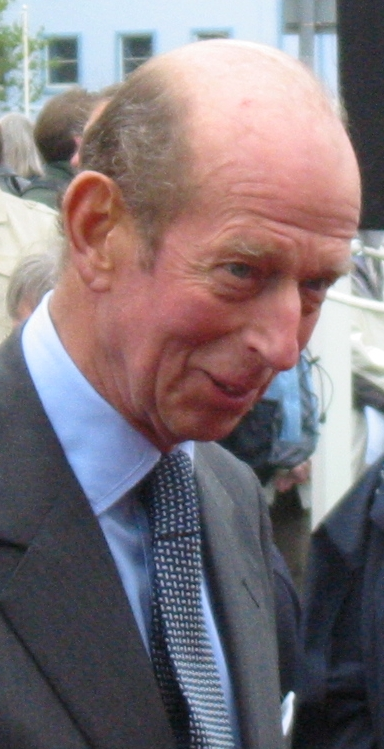
Edward, duc de Kent. Grand maître.

1. Auguste-Frédéric de Sussex (1813-1843) ;
2. Thomas Dundas, 2e comte de Zetland (1844-1870) ;
3. George Robinson, 1er marquis de Ripon, 3e comte de Grey (1870-1874) ;
4. Édouard, prince de Galles (1874-1901) (ensuite roi sous le nom d'Édouard VII);
5. Arthur de Connaught et Strathearn (1901-1939) ;
6. George de Kent, duc de Kent (1939-1942) ;
7. Henry Lascelles, 6e comte de Harewood (1942-1947) ;
8. Edward Cavendish (10e duc de Devonshire) (1947-1950) ;
9. Roger Lumley (11e comte de Scarbrough) (1951-1967) ;
10. Edward de Kent, duc de Kent (depuis 1968).